# Reflections (US)
Reflections is het vijfde muziekalbum van de Nederlandse band US. Het album is opgenomen in de studio van Jos Wernars in Amsterdam. Voor deze opname werd voor het eerst gebruikgemaakt van de jonge drummer Joris ten Eussens, en de vocalen worden gedeeld tussen Jos Wernars en zijn vrouw Marijke.
In het boekje bij deze CD wordt niet aangegeven door wie de muziek of de teksten zijn geschreven.

## Musici
- Jos Wernars – basgitaar, gitaar, percussie, zang
- Marijke Wernars – zang;
- Ernest Wernars – toetsen en zang;
- Joris ten Eussens - drums

## Composities
1. Runners On The Run (6:58)
2. A Mind's Tale (11:08)
3. Nothing Can Last A Lifetime (11:24)
4. Timeless (6:10)
5. Through Hell And High Water (18:48)